# Jean Engels
Jan Engels o Jean Engels (Sint-Genesius-Rode, 11 de mayo de 1922 - Heverlee, 17 de abril de 1972) fue un ciclista belga, que fue profesional entre 1945 y 1952. Su apodo era: Krol.

## Palmarés
1945
- Lieja-Bastogne-Lieja
- 1 etapa de la Vuelta a Bélgica

1946
- 1 etapa a la Vuelta a Bélgica

## Resultados en Grandes Vueltas
| Carrera         | 1945 | 1946 | 1947 | 1948 | 1949 | 1950 | 1951 | 1952 |
| --------------- | ---- | ---- | ---- | ---- | ---- | ---- | ---- | ---- |
| Giro de Italia  | -    | -    | -    | -    | -    | -    | -    | -    |
| Tour de Francia | -    | -    | -    | 22º  | -    | -    | -    | -    |
| Vuelta a España | -    | -    | Ab.  | -    | -    | -    | -    | -    |
| Mundial en Ruta | -    | -    | -    | -    | -    | -    | -    | -    |